# Adolf Lohmann (Manager)
Adolf Lohmann (* 30. Juli 1892 in Neunkirchen (Saar); † 25. September 1962 in Bad Berleburg) war ein deutscher Bergwerksdirektor.

## Leben
Adolf Lohmann war Sohn des Oberbergrats und späteren Generaldirektors in Breslau Hugo Lohmann. Er machte im Jahr 1910 am Johannes-Gymnasium in Breslau sein Abitur. Darauf folgte ein praktisches Jahr als Bergbaubeflissener. Er studierte Bergbau in Marburg, Würzburg und Berlin. Er wurde am 25. November 1911 im Corps Teutonia zu Marburg und 1912 im Corps Moenania recipiert. Er klammerte bei Teutonia die Erste und bei Moenania die (übliche) Zweite Charge. Seit 1914  Bergreferendar, nahm er beim Garde-Schützen-Bataillon am Ersten Weltkrieg teil, zuletzt als Leutnant der Reserve. 1919 wurde er als Bergassessor im Kali-Bergbau, u. a. bei der Wintershall AG tätig. Er war Bergwerksdirektor in Heringen (Werra) (1922), in Unterbreizbach (1925), in Dorndorf (1930) und im niedersächsischen Erdölgebiet (1935). In 1938 übernahm er die technische  Gesamtleitung im Vorstand der Bergbau AG Lothringen in Bochum. 1945–1947 wurde er in einem britischen Internierungslager inhaftiert. Nach seiner Entlassung im Jahre 1947 wurde er aus gesundheitlichen Gründen in den Ruhestand versetzt.
Er ließ sich in Castrop-Rauxel, ab 1953 in Bochum nieder und beteiligte sich dort maßgeblich am Wiederaufbau des VAC. Am 3. Mai 1948 gehörte er zu den Mitgründern des AHSC Castrop-Rauxel, im Mai 1949 engagierte er sich bei der Bildung des Ruhrarbeitskreises, aus dem heraus im Oktober 1950 auf dem Abgeordnetentag von Altena der Verband rekonstituiert wurde. Lohmann war ab 1950 zunächst erster Leiter des Verfassungsamtes des VAC und übernahm 1951 den Vorsitz der Statutenkommission, den er bis 1958 innehatte. Unter seiner Leitung entstanden die Neufassung der Kösener Statuten (KSt.) von 1955 und die Kösener Ehrenordnung (KEO) von 1958. Zwischen 1956 und 1962 gehörte er für den GBZ Ostruhr dem Gesamtausschuss des VAC an. Für seine Verdienste verlieh ihm der Verband alter Corpsstudenten die VAC-Silberschale.

## Veröffentlichungen
- Chronik des Kösener SC-Verbandes 1918–1933. Einst und Jetzt, Jahrbuch des Vereins für corpsstudentische Geschichtesforschung, Bd. 5 (1960), S. 3–31.
- Die Ehrenordnung des Kösener SC-Verbandes, in: Handbuch des Kösener Corpsstudenten, hrsg. von Gerd Schaefer-Rolffs und Oskar Scheunemann, Bochum 1965, S. 115–121.